# Crisi sanitària de Flint
La Crisi Sanitària de Flint o Crisi Sanitària d'Aigua de Flint és el nom amb què es coneix la crisi que està tenint lloc des del 2014 a la localitat de Fint de Michigan (Estats Units), per contaminació de l'aigua potable.
La crisi torna a posar de manifest el maltractament que reben les poblacions pobres i negres en una ciutat víctima, a més a més, de la caiguda urbanística que s'hi viu d'ençà uns quants anys. En efecte, Flint és un municipi amb un nivell de pobresa elevat, de majoria afroamericana, amb milers de cases abandonades i en mal estat. Els afectats per la crisi, i així ho deixa palès la premsa, "formaven part, abans de tot això, del grup dels més marginats del país". Segons Hillary Clinton, "estaríem indignats si això passés a nens blancs, i ens hauríem d'indagar perquè està passant a nens negres".
Amb el canvi de font d'extracció d'aigua, abans comprada a la ciutat de Detroit i després extreta del riu Flint, l'aigua potable va començar a contaminar-se de plom, provocant el risc sanitari conseqüent. Aquesta contaminació és degut als tubs dels claveguerams que es troben en situació d'envelliment i, per tant, amb plom susceptible de mesclar-se en l'aigua que hi circula.
Al mes de novembre del 2015, diverses famílies decideixen presentar una sol·licitud de queixa a nivell federal al governador de Michigan, Rick Snyder, mentre van sorgint altres veus crítiques i processos per queixa. Les protestes acaben ràpidament sent objecte de contracrítica, acusades d'electoralistes. Però al mes de gener del 2016 la ciutat és declarada en estat d'urgència, mentre que els president dels Estats Units d'Amèrica, Barack Obama, decideix d'una ajuda complementària autoritzant la Federal Emergency Management Agency i el Departament de Seguretat Interior dels EUA a intervenir-hi.